# МіГ-15УТІ

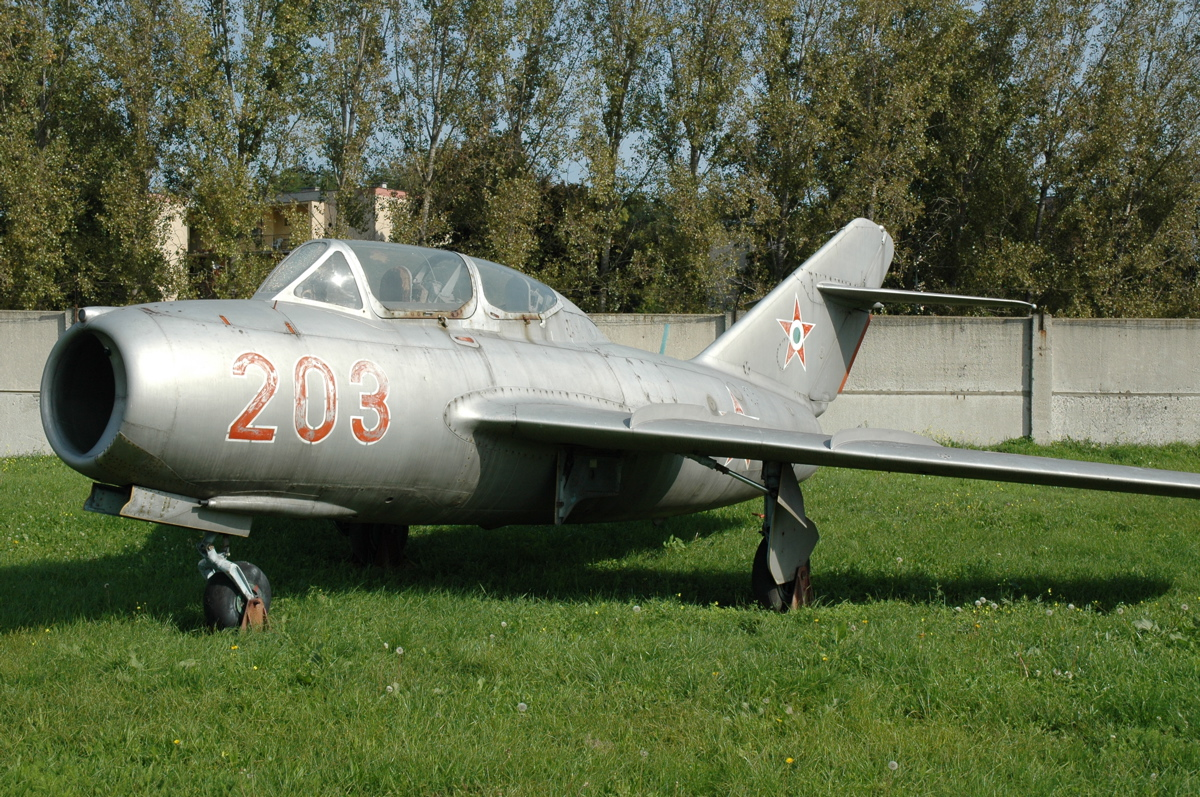
МіГ-15УТІ ВПС Угорщини

МіГ-15УТІ (за кодифікацією НАТО: Midget, Міджіт — англ. Карлик) — радянський реактивний двомісний навчально-тренувальний літак, створений на базі винищувача МіГ-15. Розроблений ДКБ Мікояна та Гуревича наприкінці 1940-х років. При виконанні навчально-тренувального польоту на літаку МіГ-15УТІ, загинув радянський космонавт Юрій Олексійович Гагарін.

## Історія створення МіГ-15УТІ

### Завдання
МіГ-15 показував на випробуваннях відмінні результати, і було зрозуміло, що незабаром він піде в серійне виробництво і це виробництво, найімовірніше, буде великосерійним. Було очевидно, що в такому випадку ВПС будуть потрібні двомісні навчально-тренувальні реактивні літаки, для перенавчання льотного складу ВПС на нові винищувачі. На той момент у розпорядженні ВПС було лише обмежене число двомісних Як-17УТІ, з вкрай ненадійним двигуном РД-10 і сильно обмежених в експлуатації.
У листопаді 1948 року, ДЧ НДІ ВПС рекомендував ДКБ Мікояна розробити навчально-тренувальний винищувач на базі МіГ-15. В ДКБ одразу взялися за роботу і вже 27 лютого 1949 року А. І. Мікоян затвердив ескізний проєкт МіГ-15УТІ. Офіційно розробку УТІ затвердили постановою Ради Міністрів СРСР № 1391—497 від 6 квітня 1949 та наказом МАП № 266 від 13 квітня. Літак отримав позначення І-312 і заводський шифр «СТ».

### УТІ МІГ-15, І-312 «СТ-1»
Серійний МіГ-15 № 104015 з двигуном РД-45Ф був перероблений в перший прототип навчально-тренувального літака. «СТ-1» відрізнявся від серійного МіГ-15 переважно озброєнням, двомісною кабіною, подвійним управлінням та іншими змінами, пов'язаними з його новим призначенням.
Другу кабіну, для інструктора, встановили за рахунок зменшення першого фюзеляжного паливного бака. Обидві кабіни обладнувалися повним набором приладів і катапультними кріслами. Ліхтар передньої кабіни відкидався вбік, а ліхтар кабіни інструктора зсувався назад, при катапультуванні обидві частини ліхтаря повинні були скидатися. При цьому катапультування відбувалося в два етапи, спочатку катапультувався інструктор, а потім льотчик, що навчався.
Озброєння І-312 було спрощено та складалося з однієї гармати НР-23 з боєзапасом 80 снарядів та кулемета УБК-Е з боєзапасом 150 набоїв. У передній кабіні стояв приціл АСП-1Н. Також літак був обладнаний криловими бомботримачами для підвіски 50-кілограмових та 100-кілограмових бомб.
У травні 1949 року модифікування серійного МіГ-15 на дослідному заводі ДКБ Мікояна було завершено, після чого з 23 травня по 20 серпня були проведені заводські випробування. Польоти проводили І. Т. Іващенко, К. К. Коккінакі і О. М. Чєрнобуров. 27 серпня літак був відправлений до ДЧ НДІ ВПС на державні випробування, які були припинені 22 вересня через виявлені дефекти. Для повнішої оцінки І-312, у жовтні він був відправлений на авіабазу в Кубинці, де літав до 1 квітня 1950 року, після чого був повернений в ДКБ Мікояна для доопрацювання. Після усунення дефектів, 17 травня почалися контрольні випробування, що завершилися всього через 8 днів.
Недоліки МіГ-15УТІ в цілому відповідали недолікам виявленим у МіГ-15, разом з тим, літак мав і усі переваги базової моделі. Крім того, новий літак задовольнив вимоги військових до навчально-тренувального винищувача і був рекомендований до прийняття на озброєння, і до запуску в серійне виробництво.

### УТІ МІГ-15 «СТ-2»
Для навчання пілотів польотам в умовах поганої видимості та вночі, ВПС знадобився навчально-тренувальний літак з відповідним обладнанням. Зважаючи на цю необхідність ДКБ Мікояна почало розробку нового еталона для серійного тренувального літака. Відповідно до наказу МАП № 266 від 13 квітня 1950 року, дослідний «СТ-1» був обладнаний системою сліпої посадки ОСП-48. Місце для нового обладнання отримали за рахунок зняття гармати НР-23 і зменшення першого паливного бака. Модифікований літак отримав позначення «СТ-2».
На «СТ-2» був встановлений додатковий компас КІ-11, фільтр в системі наддування повітря в кабіні і новий ланковідвід до стрічки кулемета УБК-Е. Приціл АСП-1Н був замінений на приціл АСП-3Н.
4 серпня льотчик-випробувач О. М. Чєрнобуров здійснив перший політ на модифікованому МіГ-15УТІ. Незабаром «СТ-2» пройшов державні випробування в ДЧ НДІ ВПС і був прийнятий як новий еталон для МіГ-15УТІ.

## Варіанти

### УТІ МІГ-15П «СТ-7»
Після успішного завершення державних випробувань бортової РЛС РП-1 «Ізумруд» для винищувачів-перехоплювачів з'явилася необхідність створення навчально-тренувального літака для підготовки операторів РЛС і пілотів перехоплювачів. Постановою Ради Міністрів СРСР № 2460-933 від 24 травня 1952 року та наказом МАП № 624 ДКБ Мікояна наказувалося обладнати два серійних МіГ-15УТІ РЛС «Ізумруд».
Розробку ДКБ розпочало в липні 1952 року, а у вересні креслення передали на завод № 1. Проте до цього часу на Куйбишевському заводі виробництво спарок згорталося, і завдання з переобладнання літаків було покладене на дослідний завод ДКБ. У червні 1953 року проєктування було завершено, а в серпні обидва літаки були готові та передані в ДЧ НДІ ВПС для державних випробувань. 15 вересня перший із прототипів зазнав аварії і випробування були продовжені з другим екземпляром. У травні 1954 року випробування були завершені із незадовільними результатами. Військові були незадоволені тим, що у інструктора була відсутня можливість контролю роботи учня зі станцією РП-1 «Ізумруд» і можливість демонстрації пілоту, що навчається, прийомів роботи з радіолокаційним прицілом. Тому від ДКБ зажадали створити навчальний літак зі станцією РП-1Д «Ізумруд-3», яка мала дублюючий оглядовий індикатор.

### УТІ МІГ-15П «СТ-8»
Відповідно до постанови Ради Міністрів СРСР № 1651-747 від 9 серпня та наказу МАП № 523 від 23 серпня 1954 року, ДКБ Мікояна і Гуревича розпочало розроблення навчально-тренувального винищувача з РЛС РП-1Д «Ізумруд-3» з двома оглядовими індикаторами, і сполученим з нею прицілом АСП-3НМ. Літак був побудований і проходив випробування у 1955 році, але розвитку проєкт не отримав.

### УТІ МІГ-15ЛЛ «СТ-10»
Літак під позначенням «СТ-10» був літаючою лабораторією для випробувань катапультних крісел призначених для покидання літака на високих швидкостях. У перспективі ці крісла повинні були встановлюватися на перспективні перехоплювачі ДКБ Мікояна Е-2А, Е-5, Е-50, І-3У. При випробуваннях, крісло з манекеном або парашутистом-випробувачем катапультуватися із задньої кабіни, з місця інструктора. У випробуваннях було задіяно три «СТ-10» з бортовими номерами «101У», «102У» та «401У». До 1956 року, за результатами випробувань були розроблені нові конструкції для введення парашута в повітряний потік, замки з'єднання з ліхтарем та механізм скидання ліхтаря.

### «СТК»— літак тренажер катапульти
Масове надходження в стройові частини реактивних винищувачів МіГ-15, обладнаних катапультним кріслом, зумовило потребу у розробці машини, на якій льотний склад міг б тренуватися в аварійному покиданні літака. Роботу з проєктування на базі УТІ МіГ-15 машини для навчального катапультування відповідно до наказу МАП № 234 від 10 грудня 1953 року доручили колективу ДКБ-918. Там був розроблений ескізний проєкт літака, що отримав шифр «СТК», макет літака виготовили на авіазаводі № 153 в Новосибірську за участю фахівців ДКБ-918. А наприкінці травня на заводі № 153 почалося виготовлення дослідного екземпляра літака «СТК» та проведення льотних випробувань. Пред'явлений ВПС макет також був схвалений, і 1 червня його затвердила макетна комісія.
Завдяки ударній роботі завдання по створенню літака для навчального катапультування було виконано на місяць раніше терміну, передбаченого тематичним планом. У квітні 1955 року в ДЧ НДІ ВПС успішно завершилися державні випробування машини СТК, після чого літак був рекомендований для серійного виробництва. Після усунення виявлених дефектів і проведення контрольних випробувань МіГ-15СТК був запущений в серійне виробництво на заводі № 99.

### Інші дослідні літаки
Як на МіГ-15 і МіГ-15біс, на МіГ-15УТІ проходили випробування багатьох нових систем, таких як СРО-1 «Барій-М», РСІУ-3 «Клен» та інші. Крім того УТІ брав участь і у випробуваннях інших літаків. Так, наприкінці 1959, початку 1960 років, для випробування безпілотних літаків мішеней Як-25МШ, був використаний МіГ-15УТІ № 106216 на якому стояла станція управління посадкою.
Схожим чином використовувалися і МіГ-15УТІ, що брали участь у розробці безпілотного літака мішені та розвідувального БПЛА Ла-17, а також літака снаряда КС-1 Комета. Ці УТІ отримали шифр «СДК».

## Тактико-технічні характеристики
Наведено дані випущеного заводом № 155 у 1950 році МіГ-15УТІ СТ-2.
Джерело: Gordon, 2001, pp. 121, 40-41; Арсеньев, Крылов, 1999, стор. 78.
Основні характеристики
- Екіпаж: 2: курсант та інструктор
- Довжина: 10,11 м
- Висота: 3,7 м
- Розмах крила: 10,08 м

- Площа крила: 20,6 м²
- Маса порожнього: 3694 кг
- Нормальна злітна маса: 4850 кг
- Маса палива у внутрішніх баках: 1080 л (+ 2 × 250 л або 300 л ППБ)

Льотні характеристики
- Практична дальність: 950 км / 1424 км з ППБ
- Довжина розгону: 570 м
- Довжина пробігу: 740 м

Озброєння
- Стрілецько-гарматне: 1 × 12,7 мм кулемет УБК-Е зі 150 наб.
- Точки підвіски: 2
- Бомби: 2 × 50 кг або 100 кг